# Каспіана
Каспіана — історична область у межах сучасних Азербайджану та Ірану, на південь і південний захід від Каспійського моря. Назва походить від племені каспіїв, що населяли цю область у 1-му тисячолітті до н. е.
Належала Ахеменідам, пізніше увійшла до імперії Александра Македонського, а з її розпадом відійшла до царів Мідії Атропатени. У II ст. до н. е. селевкідський стратег Арташес I, який проголосив незалежність Вірменії, приєднав частину цієї області до своєї держави, де вона утворила провінцію Пайтакаран.